# 月滿英倫
《月滿英倫》（英語：Foreign Moon）是1996年香港與英國合拍的一部劇情片，由張澤鳴執導，陳大明、劉利年、陳孝萱、簡瑞超及謝家聲主演，故事講述中國人移居倫敦的辛酸際遇。本片榮獲第33屆金馬獎最佳原著劇本。

## 背景
這次香港與英國的合作，起源於英國的電影協會主動找上導演張澤鳴。當時張看到很多中國人出國追尋自由，但出來以後又因須面對適應環境的問題及各種文化差異而使自由的美夢破碎，張當時提供了這樣一個電影題材，電影及後由英國BBC支援香港寰亞公司拍攝。

## 劇情
中國姑娘藍藍（陳孝萱 飾）在倫敦華人黃先生（簡瑞超 飾）的贊助下，得以來到英國追尋夢想，學習音樂。不幸的是，黃先生沒有告訴她，贊助她學費的代價是需要與他的兒子Charles（謝家聲 飾）結婚。斷然拒絕的藍藍身無分文，無家可歸，同樣來自中國的已婚中年男子蘇同（劉利年 飾）及其友人鄧靈（陳大明 飾）給了她一個家，三人合作在公寓內非法經營中國菜外賣生意，然而這違法之事很快遭到別人檢舉。生活迫人，藍藍終究選擇向現實低頭，雖然愛的是蘇同，但她還是決定為了錢嫁給Charles。

## 角色
| 演員              | 角色         | 備註                      |
| 陳大明            | 鄧靈         | 蘇同的朋友                |
| 劉利年            | 蘇同         | 中國已婚中年男子          |
| 陳孝萱            | 藍藍         | 赴英留學生                |
| 簡瑞超            | 黃先生       | 要求藍藍與其子Charles成婚 |
| 謝家聲            | Charles      | 黃先生的兒子              |
| 陳思勤            | 廚師         |                           |
| Hong Xiang        | 李華         | 蘇同的朋友                |
| Tanya Broome      | Linda        |                           |
| Vanessa Earl      | Anne         |                           |
| Graham Armold     | Alex         |                           |
| Warwick Hembry    | Max          |                           |
| Carl Procter      | Manin Plat   |                           |
| Mark Brackenbury  | 音樂學院總監 |                           |
| Peter Stockbridge | 老人         |                           |
| Ellizabelt Ross   | 老婦人       |                           |
| Tony Allel        | 希臘餐廳店主 |                           |
| Daphne Waring     | 主婦         |                           |
| Shirley Chantrell | 婚紗店助理   |                           |
| Gareth Davies     | 賣藝者       |                           |
| Huw Davies        | 賣藝者       |                           |
| Laura Melhuish    | 賣藝者       |                           |
| Laura Fairhurst   | 賣藝者       |                           |

## 電影歌曲
| 歌名                     | 演唱者                                       | 作曲    |
| 〈Four seasons, spring〉 | Gareth Davids Laura Methuish Laura Fairhural | Vivaldi |
| 〈Love impact〉          | Julie Stapleton                              | -       |

## 獎項
| 年份 | 頒獎典禮     | 獎項         | 名字             | 結果 |
| ---- | ------------ | ------------ | ---------------- | ---- |
| 1996 | 第33届金馬獎 | 最佳劇情片   | 寰亞電影有限公司 | 提名 |
| 1996 | 第33届金馬獎 | 最佳男主角   | 劉利年           | 提名 |
| 1996 | 第33届金馬獎 | 最佳原著劇本 | 張澤鳴           | 獲獎 |

## 外部連結
- 香港影庫上《月滿英倫》的資料（繁體中文）
- 開眼電影網上《月滿英倫》的資料（繁體中文）
- 时光网上《月滿英倫》的資料（简体中文）
- 豆瓣电影上《月滿英倫》的資料 （简体中文）
- AllMovie上《月滿英倫》的资料（英文）
- 互联网电影数据库（IMDb）上《月滿英倫》的资料（英文）
- 爛番茄上《月滿英倫》的資料（英文）